# Mathieu-François Geoffroy
Mathieu-François Geoffroy , né à Paris le 20 mai 1644 et mort le 26 octobre 1708 à Paris, est un pharmacien français, ayant joué un rôle important dans la société des savants de son époque.

## Biographie
D'une célèbre dynastie d'apothicaires parisiens, il est lui-même reçu maître apothicaire le 22 novembre 1666. À son officine (rue du Bourg-Tibourg), citée comme l’une des plus importantes de Paris par le Dr Martin Lister (1638-1712), il aura notamment pour clients réputés le duc de Chaulnes, Louvois, ou encore Mme la chancelière Le Tellier.
Il organisa également chez lui la tenue des conférences de Jean-Dominique Cassini, du Père Sébastien, de Louis Joblot, de Joseph-Guichard Du Verney ou bien de Guillaume Homberg.
Commissaire aux pauvres en 1677 et marguillier de l'église Saint-Paul en 1683, il devient garde de la communauté en 1684.
Lors de l’affaire des poisons entre 1679 et 1682, il est nommé expert et aura à charge l'ensemble des expertises de l'affaire.
En 1685, il est élu échevin de Paris. Il reçoit Louis XIV à l'hôtel de ville lors de sa visite de Paris. 
Le 28 mars 1686, il est à l'inauguration de la place des Victoires, puis, le 18 novembre de cette même année, il est à Versailles auprès du roi Louis XIV, lors de son opération de la fistule par le chirurgien Charles-François Félix.
Le 23 mars 1690, il est convoqué à Versailles pour faire prendre à Madame la dauphine de l'extrait de quinquina en petites pilules dorées.
Il devient premier consul en 1694.
Il est nommé auditeur des comptes en 1707.
Son portrait se trouve à la Salle des Actes de la Faculté de pharmacie de l'Université Paris-Descartes.

## Famille
- Baptiste Geoffroy,
  - Étienne I Geoffroy (1586-1673), marié avec Marie Nicolas,
    - Étienne II Geoffroy ( -1670), marié à Marie Frémin, puis Marguerite Roussel
      - Mathieu-François Geoffroy (1644-1708), marié à de Louise Devaux ( -1721) :
        - Étienne-François Geoffroy (1672-1731), marié à Barbe-Angélique Lézier
          - Étienne Louis Geoffroy (1725-1810)
            - René-Claude Geoffroy de Villeneuve (1767-1835), marié à Angélique-Ambroise Germain,
              - Ernest Louis Geoffroy de Villeneuve (1803-1865).

        - Jean-Baptiste Geoffroy (1673- )
        - François-Mathieu Geoffroy, marié à Jeanne Marie Madeleine Mauduit de Gomesnil
          - Mathieu Louis Alexandre Geoffroy (1723- )

        - Claude-Joseph Geoffroy (1685-1752), 
          - Claude-François Geoffroy (1729-1753),

      - Ignace-Étienne Geoffroy (1663- ), commissaire des guerres en 1689,
      - Claude-Joseph Geoffroy (1665- ), commissaire des guerres en 1690,
        - René Étienne Geoffroy, procureur au parlement de Paris.